# Mauritiana
Mauritiana är ett släkte av svampar. Mauritiana ingår i familjen Requienellaceae, ordningen Pyrenulales, klassen Eurotiomycetes, divisionen sporsäcksvampar och riket svampar.
| Mauritiana | \| \| Mauritiana rhizophorae \| \| \| \| |
|            | \| \| Mauritiana rhizophorae \| \| \| \| |
|            | Parapyrenis                              |
|            |                                          |
|            | Pyrenographa                             |
|            |                                          |
|            | Lacrymospora                             |
|            |                                          |
|            | Granulopyrenis                           |
|            |                                          |
|            | Acrocordiella                            |
|            |                                          |
|            | Polypyrenula                             |
|            |                                          |
|            | Requienella                              |
|            |                                          |
|            | Mauritiana rhizophorae                   |
|            |                                          |

|  | Mauritiana rhizophorae |
|  |                        |